# Compass (Lukas Rieger)
Compass è l'album di debutto del cantante tedesco Lukas Rieger, pubblicato il 30 settembre 2016 su etichetta discografica Jetpack Music.

## Tracce
CD, download digitale
1. Intro – 1:13
2. Language – 2:58
3. Elevate – 3:29
4. Let Me Know – 3:06
5. Echo – 3:33
6. Bring Me to Life – 2:57
7. Run on My Love (feat. Kyle Massey) – 2:59
8. All About You – 3:01
9. Complicated – 4:13
10. Human – 2:39
11. Show Me – 2:50
12. Find Me – 3:20
13. Compass – 3:29
14. Poison – 3:15
15. Runaway – 3:42
16. Finally Made It – 3:37
17. Number One – 4:16
18. Let It Be – 3:22

## Classifiche
| Classifica (2016) | Posizione massima |
| ----------------- | ----------------- |
| Austria           | 11                |
| Germania          | 4                 |
| Svizzera          | 48                |